# Pomacanthus zonipectus
Pomacanthus zonipectus é uma espécie de peixe da família Pomacanthidae.